# Moerassprinkhaan
De moerassprinkhaan (Stethophyma grossum) is een rechtvleugelig insect uit de familie van de veldsprinkhanen (Acrididae) en de onderfamilie Calliptaminae.

## Kenmerken
De moerassprinkhaan is de bontst gekleurde soort die in Nederland en België in het wild voorkomt. De kleur is groengeel tot geel met duidelijk helderrode achterheupen en een gele achterdij. Op de achterdijen zijn rijen stekeltjes aanwezig die zwart van kleur zijn en daardoor duidelijk afsteken. De lichtgeel gekleurde randen van het halsschild zijn duidelijk naar elkaar toe gebogen. Zowel mannetjes als vrouwtjes zijn langgevleugeld waarbij de vleugelpunt voorbij de achterlijfspunt reikt. Soms komen rode vlekken voor op kop, lichaam en poten waarbij ook de antennes roodachtig kunnen zijn.
Het is een van de grootste soorten van Nederland. De soortaanduiding grossum verwijst hiernaar en betekent 'groot'. Mannetjes bereiken een lengte van 16 tot 25 millimeter, de vrouwtjes zijn 28 tot 35 mm lang. De vrouwtjes zijn dus duidelijk groter dan de mannetjes, bij de meeste sprinkhanen is er wel enige overlap tussen de seksen. De moerassprinkhaan is door zijn bonte kleuren met geen enkele andere soort in de Benelux te verwarren.

## Verspreiding
De sprinkhaan komt voor in vrijwel geheel Europa, inclusief geheel België en grote delen van Nederland. Alleen op de Waddeneilanden en in een brede strook langs de kust komt de soort niet voor, evenals in noordelijk Nederland ten noorden van grofweg de lijn Sneek - Delfzijl. De sprinkhaan is een typische bewoner van vochtige gebieden zoals moerassen, rond vennen en in vochtige heidegebieden. In hoogveengebieden komt de sprinkhaan voor naast de plant pijpenstrootje (Molinia caerulea).

## Levenswijze
De moerassprinkhaan is als volwassen insect te zien van juni tot september en is vooral actief tussen negen uur in de ochtend en zeven uur in de avond. De sprinkhaan maakt een hoog en metallisch tikkend geluid, dat sterk doet denken aan een druppelende kraan op het aanrecht.

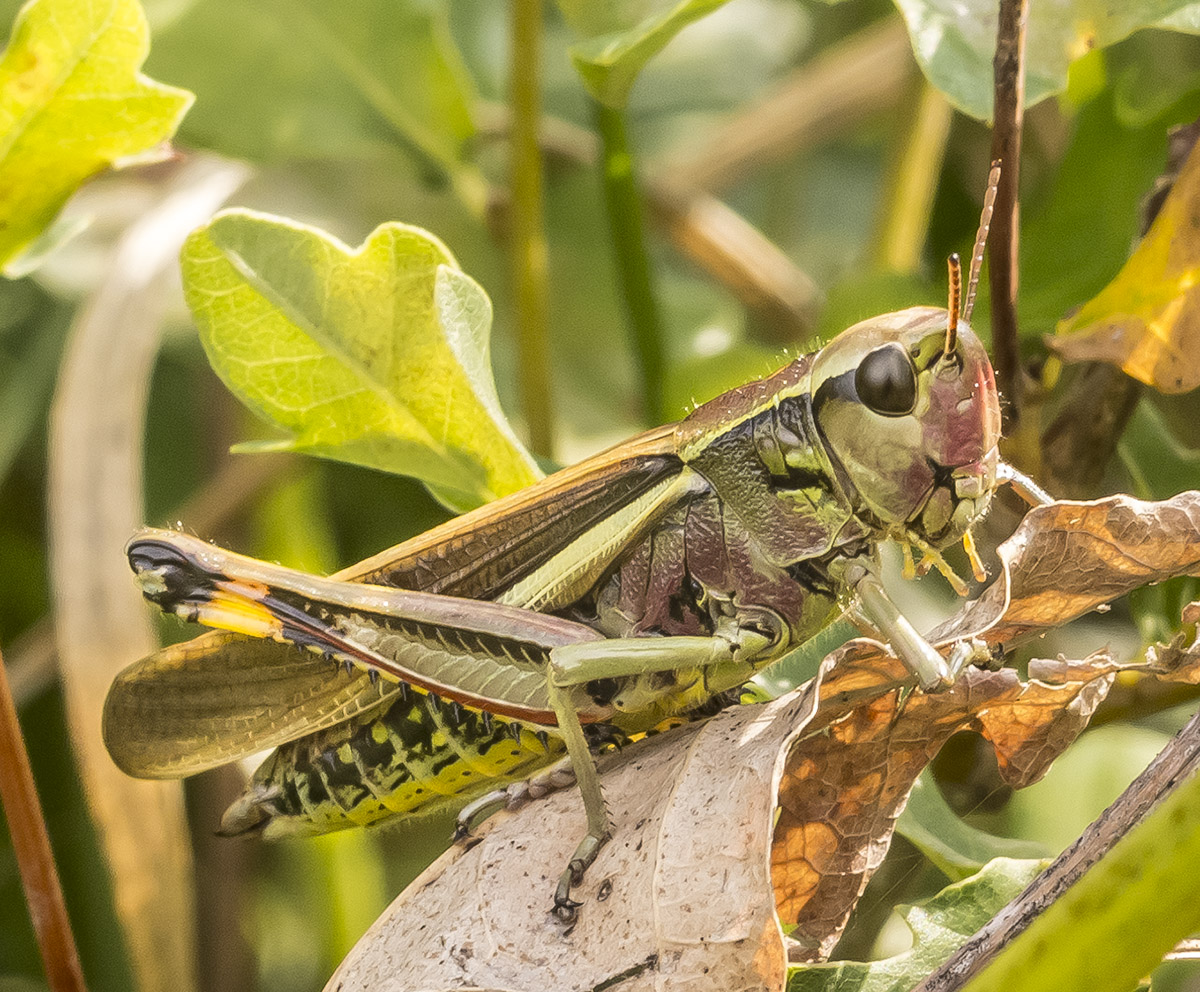
In het Haaksbergerveen
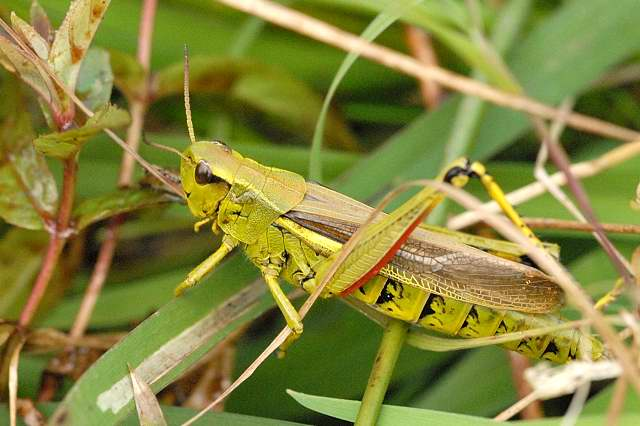
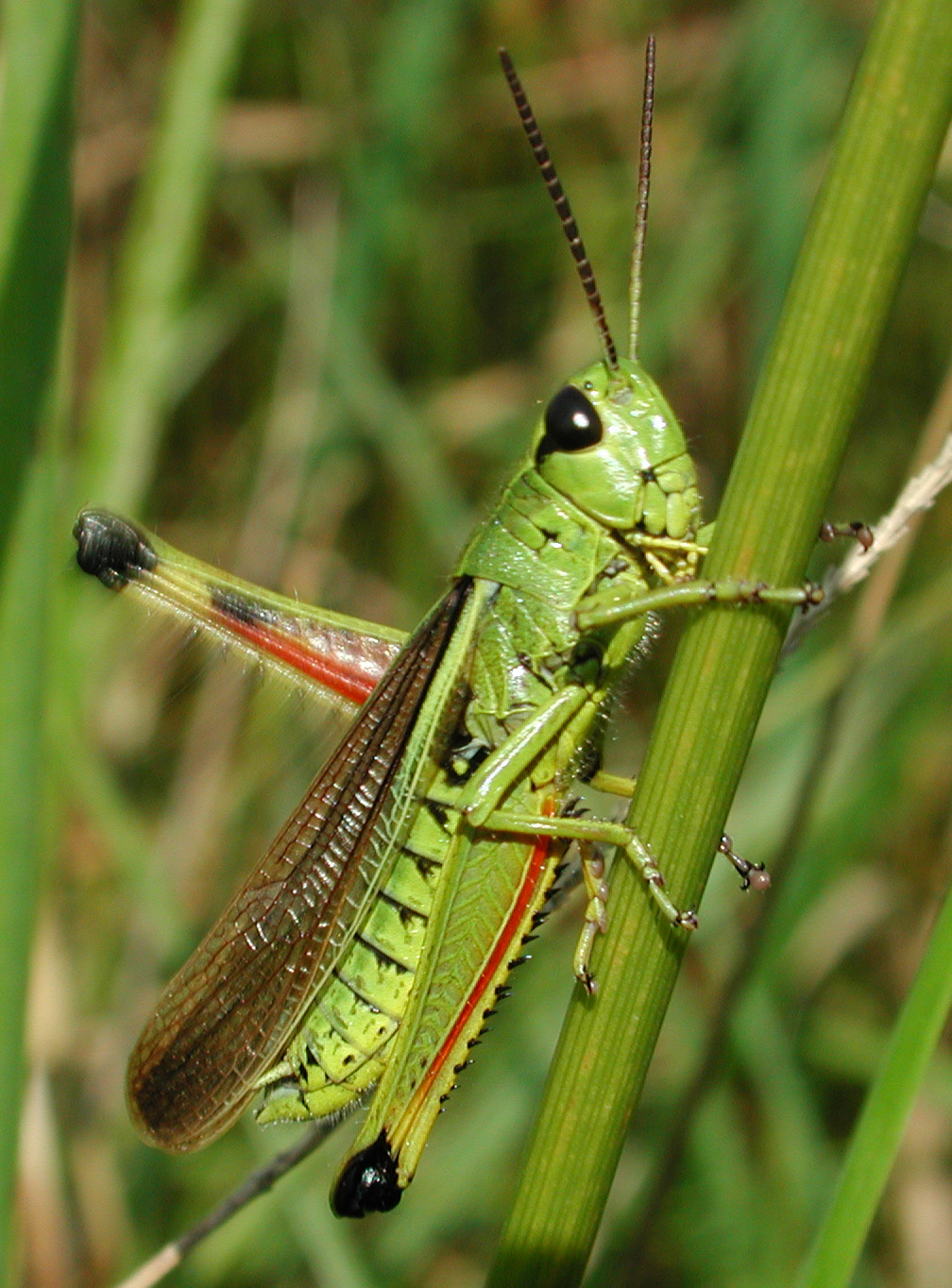
Mannetje
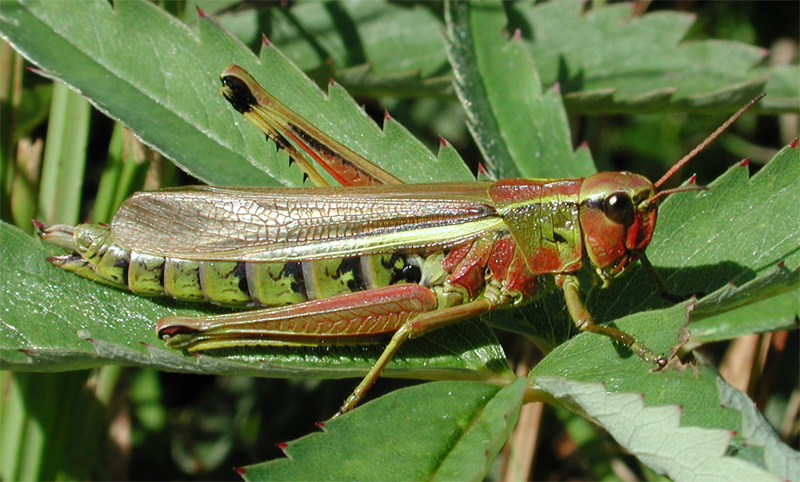
Vrouwtje
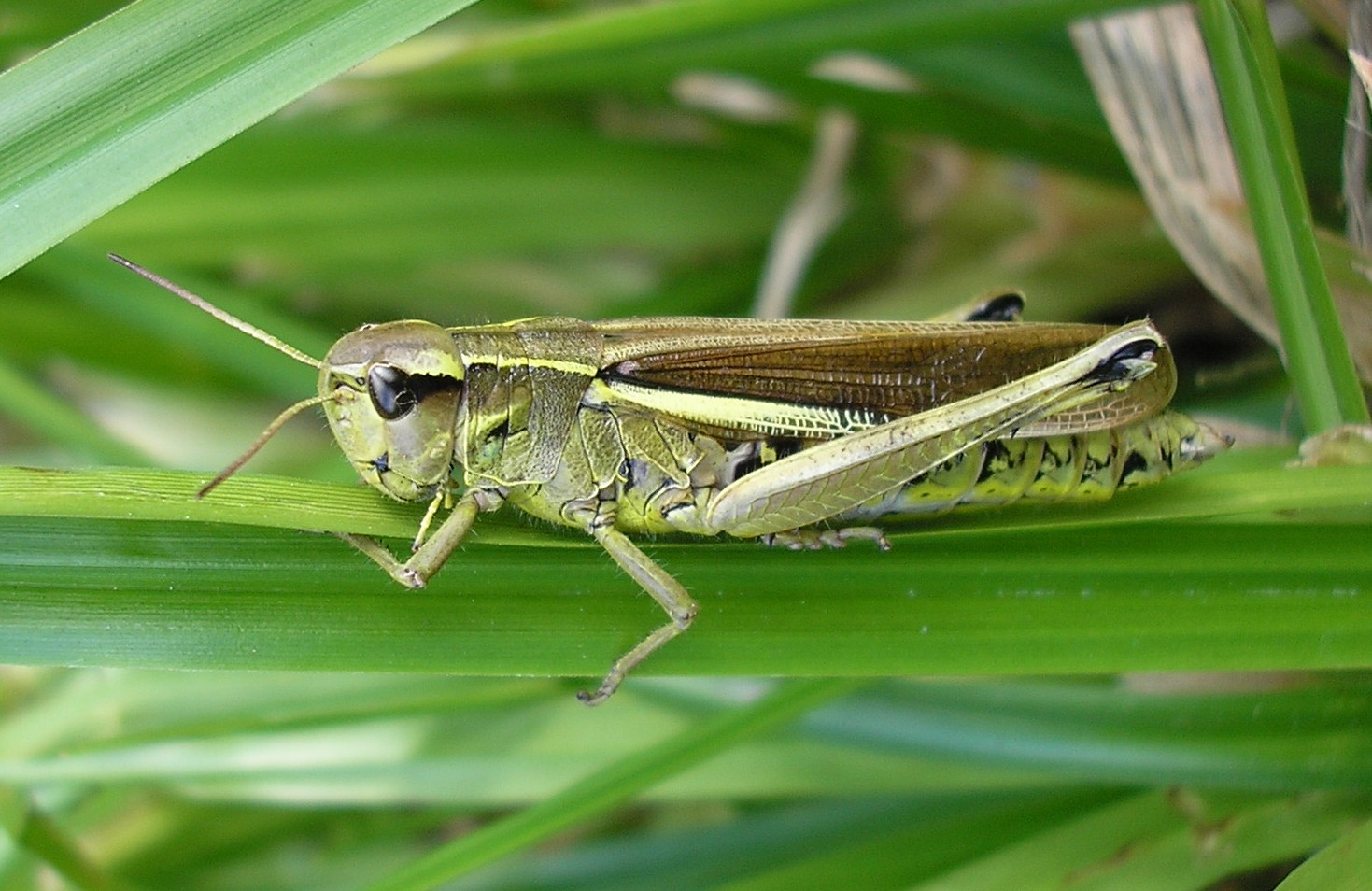
Vrouwtje